# Armadillidium tunetanum
Armadillidium tunetanum är en kräftdjursart som beskrevs av Karl Wilhelm Verhoeff 1907. Armadillidium tunetanum ingår i släktet Armadillidium och familjen klotgråsuggor.

## Underarter
Arten delas in i följande underarter:
- A. t. byzantium
- A. t. tunetanum